# Azrou
Azrou (Berbers: ⴰⵥⵕⵓ, Arabisch: أزرو) is een Marokkaanse stad zo'n 70 kilometer ten zuiden van Fez en Meknes, in de provincie Ifrane in de regio Meknès-Tafilalet. De stad heeft 81.350 inwoners (2014). De naam Azrou betekent in het Berbers rots. De stad is bekend om zijn bijzondere houtsnijwerk. Niet ver van de stad ligt het wintersportoord Ifrane.

## Geboren
- Ridouane Harroufi (1981), atleet

## Afbeelding

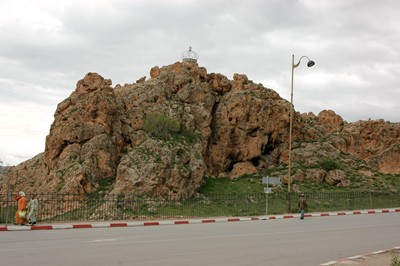
De rots waaraan Azrou zijn naam ontleent